# Edèstids
Els edèstids (Edestidae) són una família poc coneguda i extingida de peixos cartilaginosos holocèfals eugeneodontiformes molt semblants al tauró. Similar a la família relacionada Helicoprionidae, els membres d'aquesta família posseïen una «espiral de dents» única en la símfisi de la mandíbula inferior, i aletes pectorals reforçades per llargs radials. A més de tenir una filera de dents a la mandíbula inferior, però almenys una espècie del gènere Edestus tenia una segona filera de dents a la mandíbula superior. El palatoquadrat es va fondre al crani o es va reduir. Els Edestidae, juntament amb la resta dels eugeneodontiformes, se situen dins dels Holocephali.

## Gèneres
- Edestus †
- Helicampodus †
- Lestrodus †
- Listracanthus †
- Metaxyacanthus †
- Parahelicampodus †
- Physonemus †
- Prospiraxis †
- Syntomodus †